# New Lanark
New Lanark is een plaatsje aan de Clyde, nabij Lanark (Schotland), waar in 1784 een fabriek (mill) werd gevestigd voor het spinnen van katoen. In 2001 werd New Lanark door UNESCO op de Werelderfgoedlijst geplaatst.

## Geschiedenis
New Lanark werd opgericht door de fabrikant David Dale in samenwerking met Richard Arkwright. Bij de fabriek werden woningen gebouwd voor de werknemers. Er woonden ongeveer 2500 inwoners, voornamelijk voormalige armen uit Glasgow en Edinburgh. De fabriek werd opgezet als naar voorbeeld van de Cromford Mill van Arkwright. Begin 19e eeuw kwam de fabriek in handen van Dales schoonzoon Robert Owen, die New Lanark verder uitbouwde tot een voorbeeld van utopisch socialisme. Owen vond de omstandigheden rond de gemiddelde mills onaanvaardbaar en zette veel voorzieningen op voor zijn inwoners. In 1816 was hij de eerste in Groot-Brittannië die een kleuterschool opende.
Commercieel gezien ging het goed met de fabriek. Owens partners waren echter niet tevreden met de extra kosten die de opgezette voorzieningen met zich meebrachten. Owen weigerde de situatie terug te draaien en kocht zijn partners uit.
Internationaal werd New Lanark bejubeld. Staatshoofden, koninklijken en (socialistische) hervormers bezochten Owens creatie. Vele bezoekers verbaasden zich over de wonderlijke samenstelling van een schoon en gezond milieu, tevreden werknemers en gezonde bedrijven.
De fabriek bleef in werking tot 1968.
- Library of Congress Control Number: n85312408
- Nationale Bibliotheek van Israël: 987007560177105171
- Système universitaire de documentation: 118144995
- Virtual International Authority File: 138450404
- WorldCat: E39PBJvHfG8vVVHQqbyGbf3bBP